# 콘위성

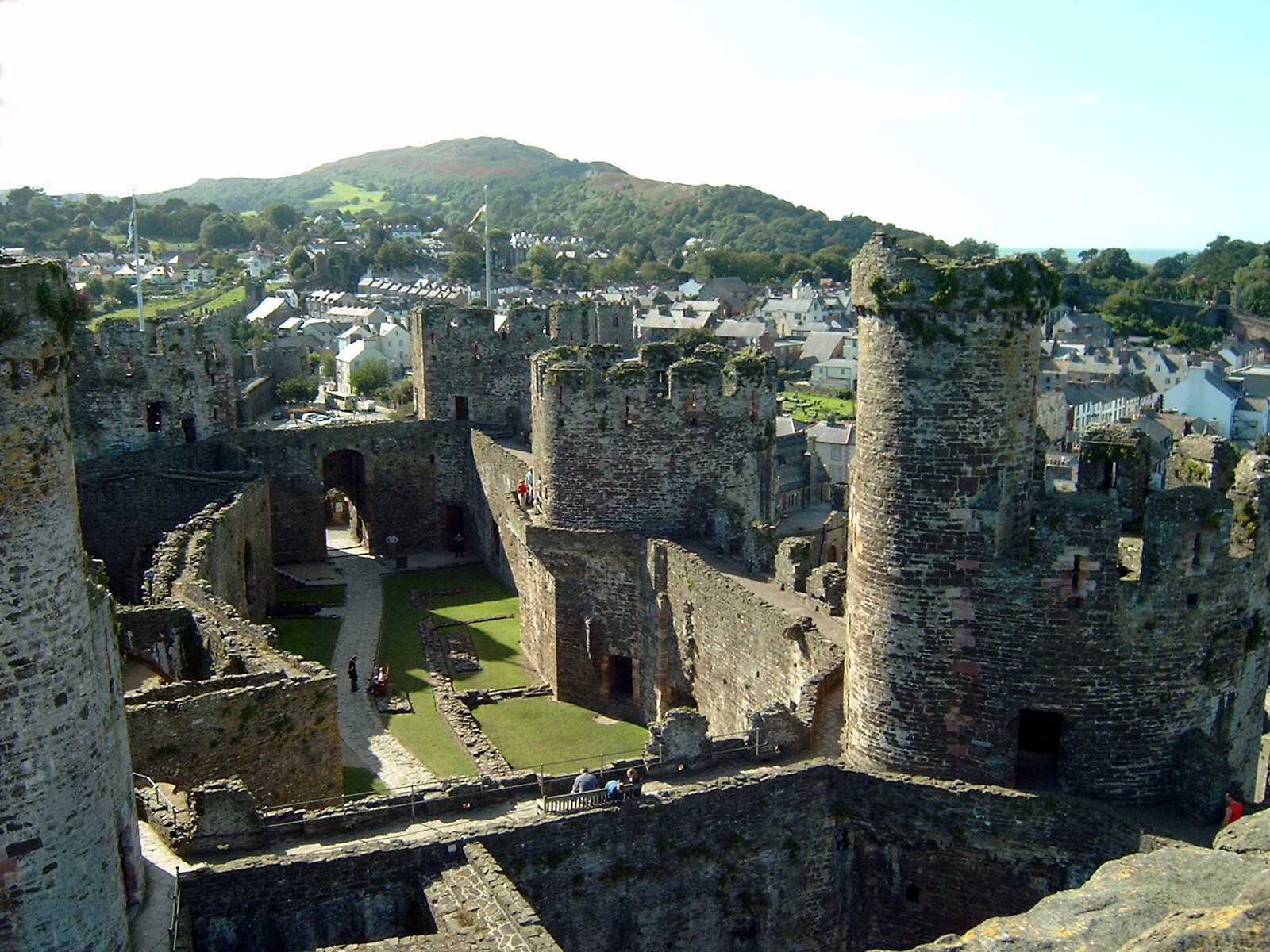
콘위성

콘위성(영어: Conwy Castle, 웨일스어: Castell Conwy)은 영국 웨일스 콘위 자치시에 위치한 중세의 방어시설이며 웨일스의 북쪽 해안에 위치한다. 콘위성은 1283년에서 1289년 사이에 잉글랜드의 국왕 에드워드 1세가 웨일스를 침략한 시기에 지었다. 콘위 지역에 성벽으로 둘러싼 도시를 건설하고, 방어 목적을 위한 이 성을 건설하는데 15,000파운드가 소요되었으며 당시 물가로는 엄청난 금액이다. 이후 수 세기 동안 콘위 성은 여러 전쟁에서 중요한 역할을 수행했다.
유네스코(UNESCO)에서는 콘위성을 13세기 후반과 14세기 초반 유럽 군사 건축의 가장 정교한 예로 여긴다. 직사각형 모양의 성체는 현지와 해외에서 조달된 석재로 지어졌고 콘위 강의 군사적 요충지를 내려다보는 해안 능선에 위치한다. 성은 내부와 외부로 나뉘며 8개의 탑과 2개의 망루로 방어하고 강과 연결되는 통용문을 통해 바다에서 재보급을 받을 수 있었다. 영국의 역사학자 제레미 애쉬비는 콘위성을 '잉글랜드와 웨일스에서 가장 잘 보존된 중세 궁실'이라고 묘사했다.